# Abaucourt-Hautecourt
Abaucourt-Hautecourt – miejscowość i gmina we Francji, w regionie Grand Est, w departamencie Moza. Jej burmistrzem jest Marcel Picard.
Według danych na rok 1990 gminę zamieszkiwało 112 osób, a gęstość zaludnienia wynosiła 12 osób/km² (wśród 2335 gmin Lotaryngii Abaucourt-Hautecourt plasuje się na 933. miejscu pod względem liczby ludności, natomiast pod względem powierzchni na miejscu 645.).